# Cyclamen persicum
Espèce
Statut CITES

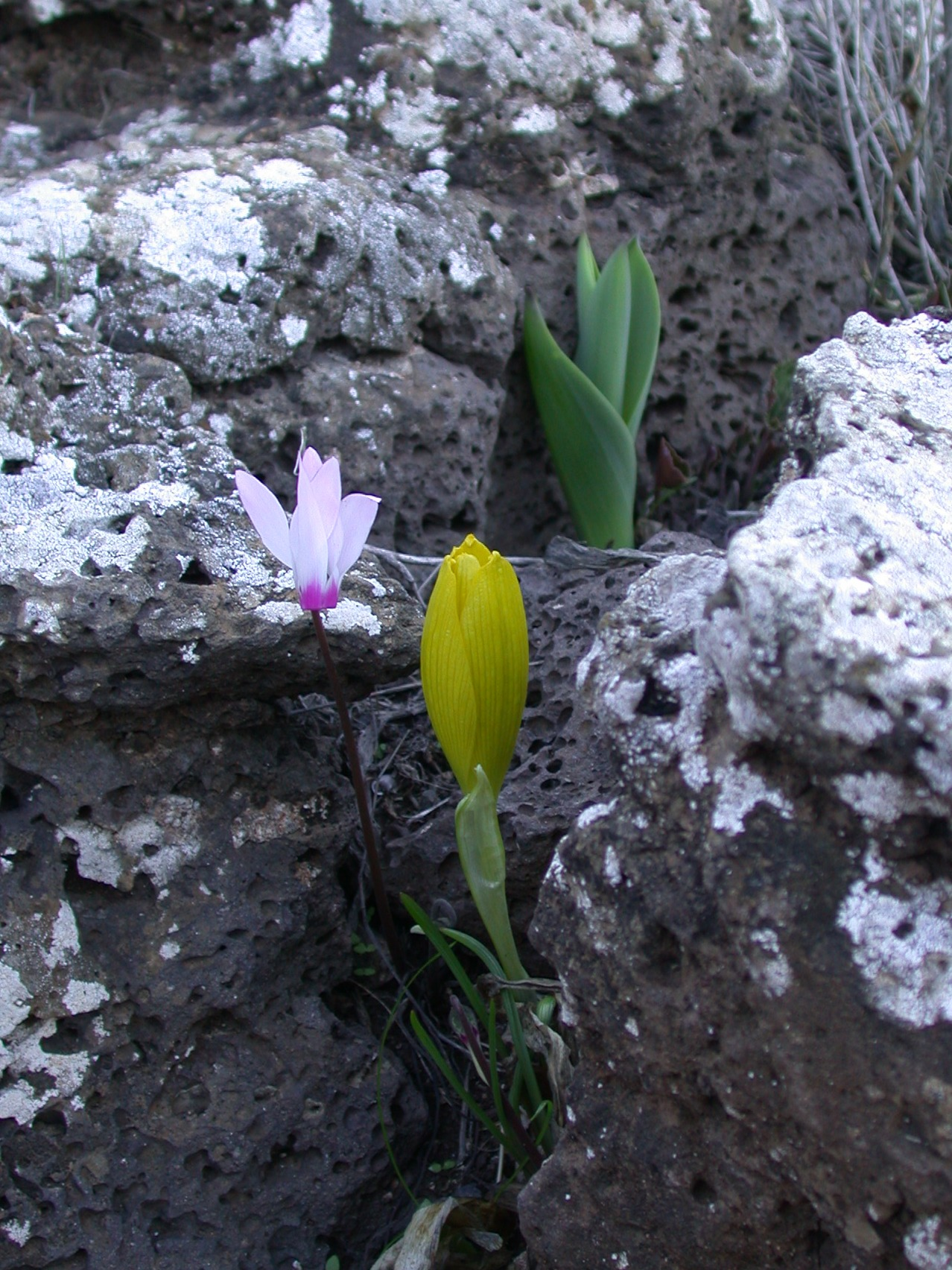
C. persicum var. autumnalis et Sternbergia clusiana au Golan.

Cyclamen persicum, le Cyclamen de Perse, est une espèce de plantes à fleurs de la famille des Primulaceae originaire de l’ouest de l’Asie mineure, depuis le sud-ouest de la Turquie (province de Hatay) jusqu’en Israël et en Jordanie.
Sa présence sur les îles grecques de Rhodes, Karpathos et Crète, et dans le nord de l’Afrique (Algérie et Tunisie) semble être la conséquence d’introduction par des moines ou d’autres ordres religieux, car ses stations s’y trouvent à proximité de monastères ou dans des cimetières.
Cyclamen persicum a des fleurs élancées odorantes de couleur blanche ou rose pâle, avec du rose foncé à la base, qui apparaissent en mars – avril.
Cyclamen persicum var. autumnalis Grey-Wilson, une variété découverte dans la région de Hébron, fleurit en automne.

- Cyclamen persicum f. albidum a des fleurs d'un blanc pur
- Cyclamen persicum f. roseum a des fleurs rose moyen à foncé de couleur uniforme
- Cyclamen persicum f. puniceum a des fleurs rouges à carmin

À l’inverse des autres espèces, à l’exception de Cyclamen somalense, les pédoncules floraux ne s’enroulent pas après fécondation.

## Le cyclamen de Somalie
Cyclamen somalense Thulin & Warfa, qui n’a été découvert qu’en 1986, est un endémique des montagnes du nord-est de la Somalie, où il pousse entre 1 250 et 1 600 m d’altitude dans des crevasses exposées au Nord.
Les fleurs assez petites, qui apparaissent en automne avec les feuilles, ressemblent à celles de Cyclamen persicum et, comme chez cette espèce, les pédoncules floraux ne s’enroulent pas après fécondation. Les feuilles charnues, sont d’un vert mat avec des marbrures argentées.

## Culture

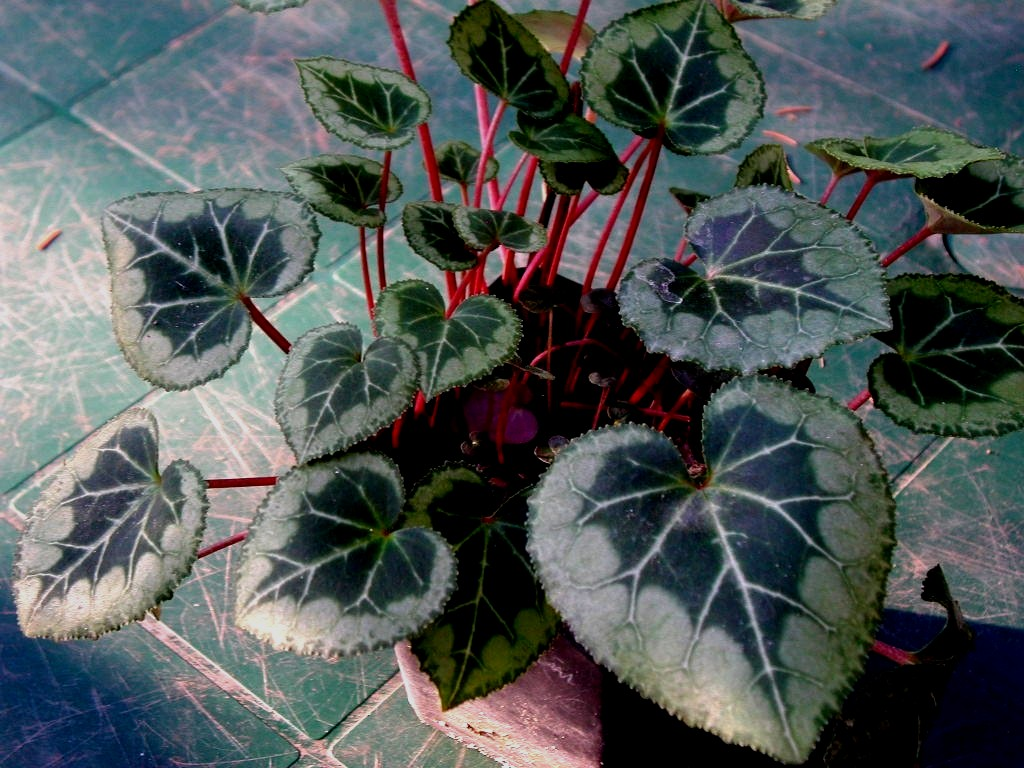
Cyclamen persicum
'Silver leaf'.

À l’exception de certains clones originaires des hauteurs du Golan, qui peuvent être cultivés en pleine terre dans des régions au climat clément, Cyclamen persicum doit être cultivé en serre froide.
Certains cultivars ont de jolies feuilles marbrées, voire argentées avec un motif en ‘sapin de Noël’ (cultivar ‘Silver leaf’). ‘Tilebarn Karpathos’ est une sélection à fleurs cerise.
Les cyclamens des fleuristes sont des cultivars tri- et tétraploïdes de Cyclamen persicum.
Cyclamen somalense, qui n’est pas encore en culture, n’est à notre connaissance, présent que dans un seul jardin botanique en Suède.

### Cyclamen persicum
- (en) BioLib : Cyclamen persicum Miller
- (en) Catalogue of Life : Cyclamen persicum Mill. (consulté le 16 décembre 2020)
- (fr) Tela Botanica (France métro) : Cyclamen persicum  Mill., 1768
- (fr) INPN : Cyclamen persicum Mill., 1768 (TAXREF)
- (fr + en) ITIS : Cyclamen persicum  Miller
- (en) NCBI : Cyclamen persicum (taxons inclus)
- (en) GRIN : espèce Cyclamen persicum  Mill.
- (en) CITES : Cyclamen persicum Mill.  (+ répartition sur Species+) (consulté le 19 mai 2015)
- The Cyclamen Society - Cyclamen persicum

### Cyclamen somalense
- (en) NCBI : Cyclamen somalense (taxons inclus)
- (en) GRIN : espèce Cyclamen somalense  Thulin & Warfa
- (fr) CITES : taxon  Cyclamen somalense (sur le site du ministère français de l'Écologie)
- The Cyclamen Society - Cyclamen somalense